# Eleonora z Alburquerque
Eleonora z Alburquerque (również Leonor Urraca de Castilla) (ur. 1374 w Aldeadávila de la Ribera, zm. 16 grudnia 1435 w Medina del Campo) – królowa Aragonii, Sycylii, Sardynii i Korsyki jako żona Ferdynanda I Sprawiedliwego.
Eleonora była córką Sancho Alfonso (nieślubnego syna króla Kastylii i Leónu Alfonsa XI) i jego żony Beatrycze Portugalskiej.
Eleonorę zaręczono z Fryderykiem, nieślubnym synem króla Kastylii i Leónu Henryka II, zaręczyny te jednak zerwano.
W 1394 roku Eleonora poślubiła Ferdynanda, młodszego syna króla Kastylii i Leónu Jana I. Para miała razem siedmioro dzieci:
- Alfons V Aragoński (1396-1458), król Sycylii i Neapolu,
- Maria Aragońska (1396-1445), pierwsza żona króla Kastylii Jana II,
- Jan II Aragoński (1397-1479), król Aragonii,
- Henryk Aragoński (1400-1445), książę Alburquerque, hrabia Villena i Empuries, wielki mistrz Zakonu Santiago,
- Eleonora Aragońska (1402-1445), żona króla Portugalii Edwarda I Aviz
- Piotr Aragoński (1406-1438), hrabia Alburquerque i książę Noto,
- Sancho Aragoński (1410-1416).

W 1412 roku Ferdynand został królem Aragonii, Sycylii, Sardynii i Korsyki.
Eleonora zmarła w 16 grudnia 1435 Medina del Campo.